# باسکارا
باسکارا (به اسپانیایی: Báscara) یک منطقهٔ مسکونی در اسپانیا است که در آلت امپوردا واقع شده‌است. باسکارا ۱۷٫۵ کیلومتر مربع مساحت دارد.